# Hinterschellenberg
Hinterschellenberg es un pueblo de Liechtenstein, situado muy cerca de la frontera austriaca y perteneciente al municipio de Schellenberg.

## Geografía
El pueblo está situado cerca de la ciudad de Schellenberg y a pocos kilómetros del centro de la ciudad.

## Monumento Ruso de Liechtenstein

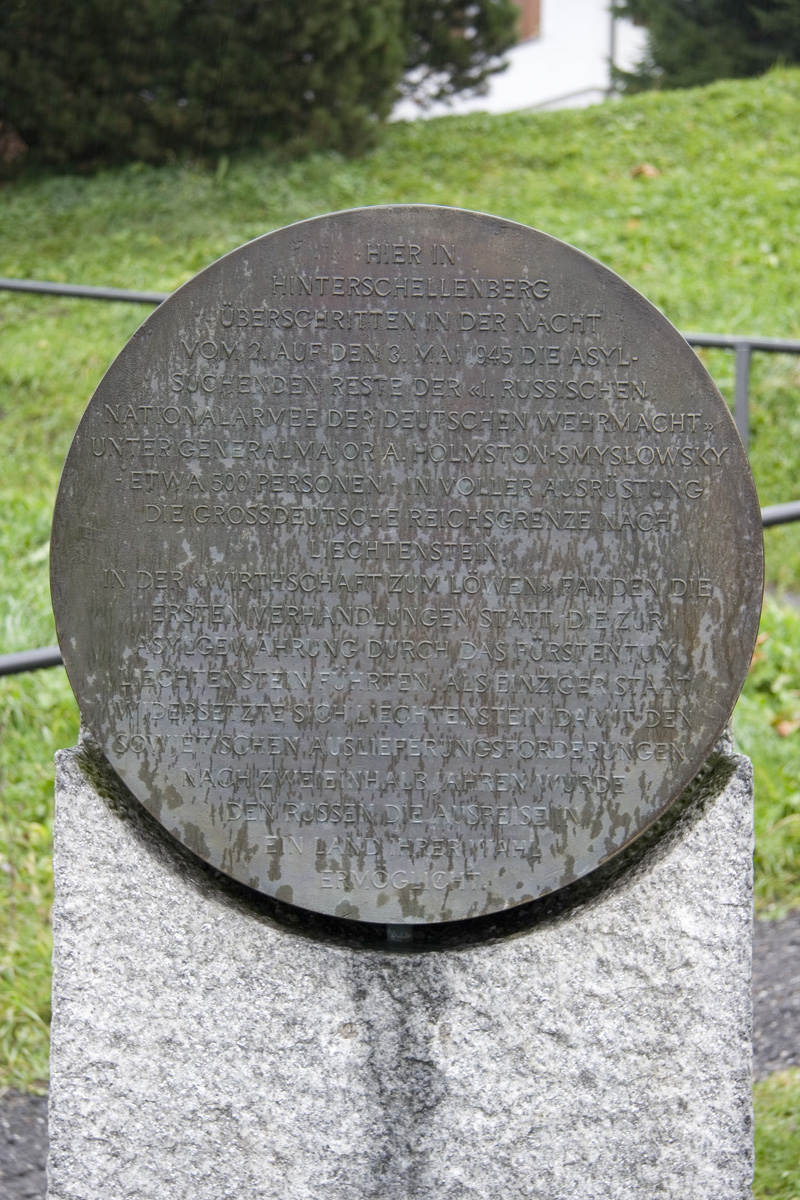
El Monumento Ruso.

El Monumento Ruso de Liechtenstein se encuentra en este pueblo. Es un pequeño monumento de piedra que atrae a muchos turistas.